# Uli Herzner
Ulrike "Uli" Herzner, född 23 april 1971, är en modedesigner ursprungligen från Östtyskland. Hon bor för närvarande i Miami Beach, Florida. Hon var med i den tredje säsongen av Project Runway där hon slutade två efter Jeffrey Sebelia. Hon har senare haft ett eget program, It's Very Uli, som går på Plum TV.